# Body Party
Body Party ist ein R&B-Song der Sängerin Ciara. Es erschien am 12. März 2013 als Single. Es gibt zwei verschiedene Remix-Versionen von dem Lied. Der normale Remix entstand in Zusammenarbeit mit den Rappern Future und B.o.B. und der zweite Remix Gentleman Remix ist ein featured mit Ne-Yo. Im Musikvideo zur Single spielen Future und Ludacris eine Rolle. Body Party ist die Lead-Single von Ciaras fünftem Studioalbum Ciara. Den Song hat Harris bei Jimmy Kimmels Show in den Vereinigten Staaten gesungen. Body Party ist der Auslöser einer Streitigkeit zwischen Harris und Rihanna. Mit Body Party konnte Harris an alte Erfolge anknüpfen. Der Song platzierte sich besser als alle Basic Instinct-Veröffentlichungen Ride featuring Ludacris, Speechless und Gimmie Dat. Eine weitere Remix-Version mit Ray J und Flo Rida wurde im Internet veröffentlicht.

## Titelliste
Download
1. Body Party – 3:58

Remixes
1. Body Party Dave Audé Club – 7:18
2. Body Party (Dave Audé Radio Edit) – 3:48
3. Body Party (Dave Audé Mixshow) – 5:27
4. Body Party (Dave Audé Instrumental) – 7:17
5. Body Party (Dave Audé Dub) – 6:16
6. Body Party (Ralvero Remix) – 5:12
7. Body Party (Ralvero Instrumental) – 5:12
8. Body Party (Misterharding Remix) – 4:53
9. Body Party Misterharding Radio Edit – 4:00

## Kommerzieller Erfolg

### Chartplatzierungen
In den Vereinigten Staaten platzierte sich die Single auf Platz 25 der Billboard Top 100 Charts. In den R&B/Hip-Hop-Charts erreichte die Single Platz 7 und in den Dance-Pop-Charts Platz 3. In Belgien erreichte der Song Platz 88.
| ChartsChartplatzierungen       | Höchstplatzierung | Wochen |
| ------------------------------ | ----------------- | ------ |
| Vereinigte Staaten (Billboard) | 22 (20 Wo.)       | 20     |

| ChartsJahrescharts (2013)      | Platzierung |
| ------------------------------ | ----------- |
| Vereinigte Staaten (Billboard) | 83          |

### Auszeichnungen für Musikverkäufe
| Land/Region                  | Auszeichnungen für Musikverkäufe (Land/Region, Auszeichnung, Verkäufe) | Verkäufe  |
| ---------------------------- | ---------------------------------------------------------------------- | --------- |
| Vereinigte Staaten (RIAA)    | 2× Platin                                                              | 2.000.000 |
| Vereinigtes Königreich (BPI) | Silber                                                                 | 200.000   |
| Insgesamt                    | 1× Silber · 2× Platin ·                                                | 2.200.000 |